# Yannick Steinkellner

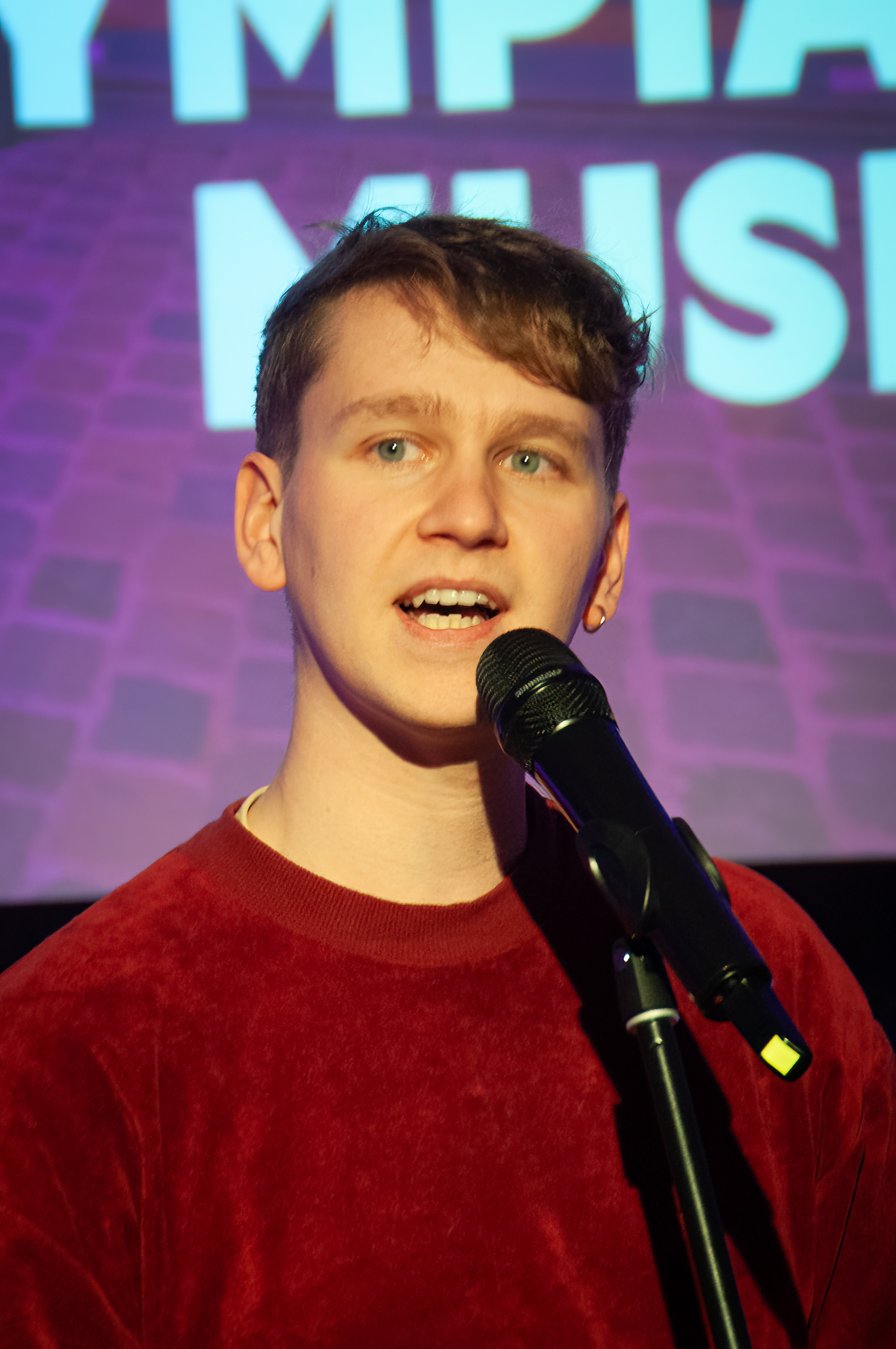
Yannick Steinkellner beim 25. Geburtstag des Deutschen Sport- und Olympiamuseums in Köln (2024)

Yannick Steinkellner (* 1992 in Wolfsberg) ist ein österreichischer Autor, Lyriker und Slam-Poet.

## Werdegang
Im März 2013 nahm Steinkellner an seinem ersten Poetry Slam teil, seither bestritt er zahlreiche weitere Slams, Lesungen und Auftritte mit seinen zumeist lyrischen Werken, die teilweise auch in Mundart verfasst sind. Er ist mehrfacher Finalteilnehmer des Ö-Slams, der österreichischen Slam-Meisterschaften, gewann den ersten Online-Slam Österreichs und nahm zudem unter anderem 2014 in Dresden, 2015 in Augsburg, 2017 in Hannover, 2018 in Zürich sowie 2019 in Berlin an den deutschsprachigen Meisterschaften teil. 2015 gewann er die Landesmeisterschaft von Steiermark und Kärnten. Steinkellner gilt als einer der umtriebigsten Vertreter der österreichischen Slam-Szene. 2014 war er neben Mario Tomic einer der Gründer des Kultur-Vereins Performte Literatur und Slam Steiermark (kurz: PLuS), zudem initiierte er in Graz den ersten U20-Slam und diverse weitere Literaturveranstaltungen. Er war Mitglied der Lesebühnen „Gewalt ist keine Lesung“ und „Das Baby ist optional“ (mit Jason Bartsch, Henrike Klehr und Johannes Floehr). Heute gibt er im gesamten deutschsprachigen Raum Workshops zu den Themen Kreatives Schreiben und Poetry Slam. Im Herbst 2018 erschien die erste Ausgabe von bühnen.texte, einem Poetry Slam Magazin, dessen Herausgeber und Gründer Steinkellner (gemeinsam mit Jean-Philippe Kindler, Jakob Kielgaß und Thomas Heinz) ist, im Lektora-Verlag. Das Magazin erscheint halbjährlich. Mit Christoph Steiner (alias MC Stoner) moderiert und veranstaltet er zudem den Dead-or-Alive-Slam im Next Liberty (seit 2017) und den Best-of-Slam im Grazer Schauspielhaus (seit 2019). Auch als Veranstalter des Formates Lesen für Bier tritt er in Bochum sowie Graz in Erscheinung. Im September 2020 erschien im Lektora-Verlag die Textsammlung Für die Galerie.
Er ist Mitglied in zwei Slam-Teams. Gemeinsam mit Christoph Steiner bildet er das Slam-Team „Pauken & Poeten“, seine Kollaboration mit der Lyrikerin Jule Weber trägt den Namen „Lingitz&Puchert“. Gemeinsam erreichten sie 2019 in Berlin das Finale der deutschsprachigen Slam-Meisterschaften.
Steinkellner lebt und arbeitet derzeit in Bochum.

## Veröffentlichungen (Auswahl)
- div. Ausgaben von & Radieschen[16] – Zeitschrift für Literatur
- Lichtungen - Zeitschrift für Literatur, Kunst und Zeitkritik. Nr. 140, 2014.
- John Patrick Platzer, Carmen Kassekert (Hrsg.): Poetry Slam. Malandro, 2014, ISBN 978-3-902973-12-2.
- Christian Ritter (Hrsg.): Merkwürdige Dialoge. Unsichtbar-Verlag, 2015, ISBN 978-3-95791-029-5.
- MEGAPHON: Echt frech! Caritas Steiermark, Juni 2016.
- 1. Grazer Lesebühne (Hrsg.): Gewalt ist keine Lesung. edition keiper, 2016, ISBN 978-3-903144-04-0.
- Mieze Medusa, Markus Köhle (Hrsg.): Slam, Oida!: 15 Jahre Poetry Slam in Österreich. Lektora-Verlag, 2017, ISBN 978-3-95461-098-3.
- Theresa Sperling (Hrsg.): Poetry Slam: 39 Monologe und Dialoge. Deutscher Theaterverlag, 2019, ISBN 978-3-7695-0340-1.
- Sebastian 23 (Hrsg.): Fix & Feddich - Texte aus dem Ruhrgebiet. Lektora, 2019, ISBN 978-3-95461-146-1.
- Für die Galerie. Lektora, 2020, ISBN 978-3-95461-162-1.